# Luis Araujo-Costa
Luis Araujo-Costa Blanco (Madrid, 25 de octubre de 1885-Madrid, 4 de febrero de 1956) fue un escritor español, dedicado fundamentalmente a temas relacionados con Madrid.

## Biografía

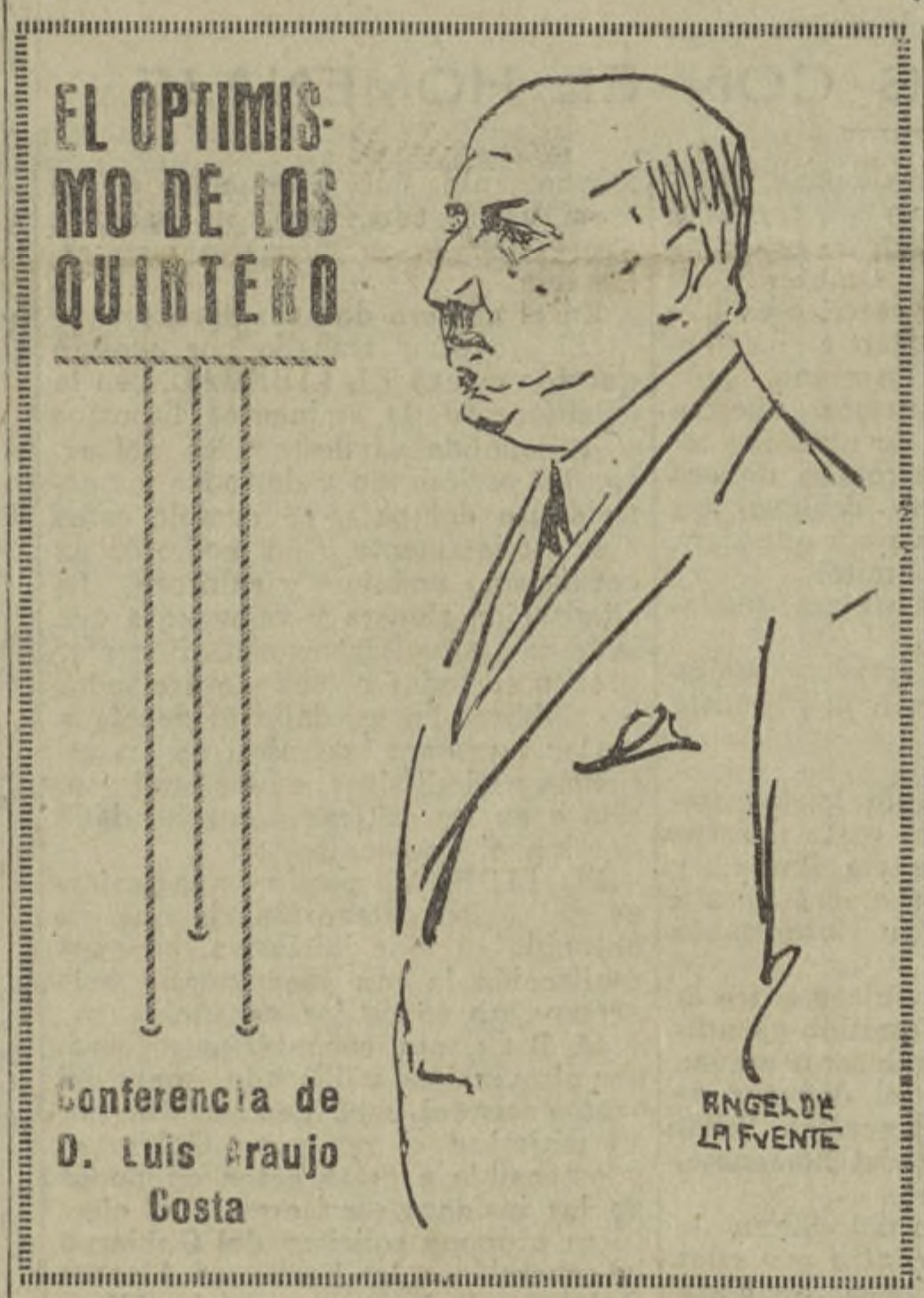
Retratado por Ángel de la Fuente en 1928

Nacido el 25 de octubre de 1885 en Madrid, estudió Derecho en la Universidad Central. Terminada la carrera se dedicó a su verdadera vocación, la literatura, colaborando en periódicos españoles y franceses.
Se significó como autor de una importante obra antisemita publicada en 1928, La civilización en peligro. Las llamadas de Oriente. El espíritu judío. La tiranía del Estado. Los enemigos de la inteligencia, que incorporaba todos los tropos esenciales del libelo de los Protocolos. De signo conservador, publicó también obras literarias sobre Madrid como El barrio de Palacio, La calle de San Bernardo, Biografía del Barrio de Salamanca, Biografía del Ateneo de Madrid y Hombres y cosas de la Puerta del Sol, entre otros libros de carácter histórico. Formó parte de la redacción de La Época, colaboró en la revista Acción Española y en sus últimos años en el diario ABC.
Falleció en la casa de la calle de la Manzana en la que había nacido, situada en el número 14 de la vía, el 4 de febrero de 1956. Sus restos recibieron sepultura en el cementerio de la Sacramental de San Justo.